# Environnement en Namibie
L'environnement en Namibie est l'environnement (ensemble des éléments - biotiques ou abiotiques - qui entourent un individu ou une espèce et dont certains contribuent directement à subvenir à ses besoins) de la Namibie.
La Namibie est la région sèche la plus riche au monde en termes de biodiversité. C'est également le premier pays d'Afrique à avoir intégré la protection de l’environnement dans sa constitution.

## La biodiversité en Namibie

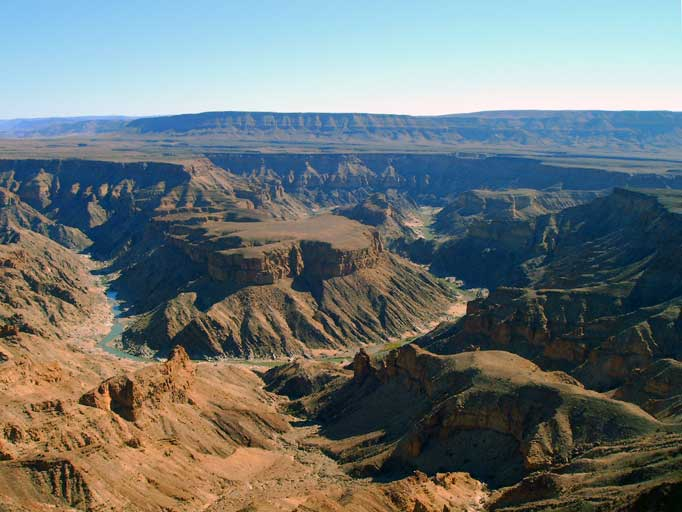
Canyon de la rivière Fish.

La Namibie est la région sèche la plus riche au monde en termes de biodiversité. 

### Milieux
Le climat est chaud et humide entre octobre et mars, frais et sec entre avril et septembre.
De nombreux petits trous d'eau dans le désert permettent aux animaux de survivre dans cette zone aride.

### Faune et flore
Le pays est habité par des populations de lions, de guépards (le pays abrite la plus grande population au monde), de rhinocéros noirs, de zèbres et d’autres animaux sauvages.
Les eaux côtières, riches en plancton, présentent également une exceptionnelle diversité, dont un nombre croissant de baleines franches australes.

### Espaces protégés
Avec l’aide du WWF, une immense zone protégée de 444 000 km2 a pu être instaurée dans les bassins des fleuves Okavango et Zambèze. 

### Parcs nationaux

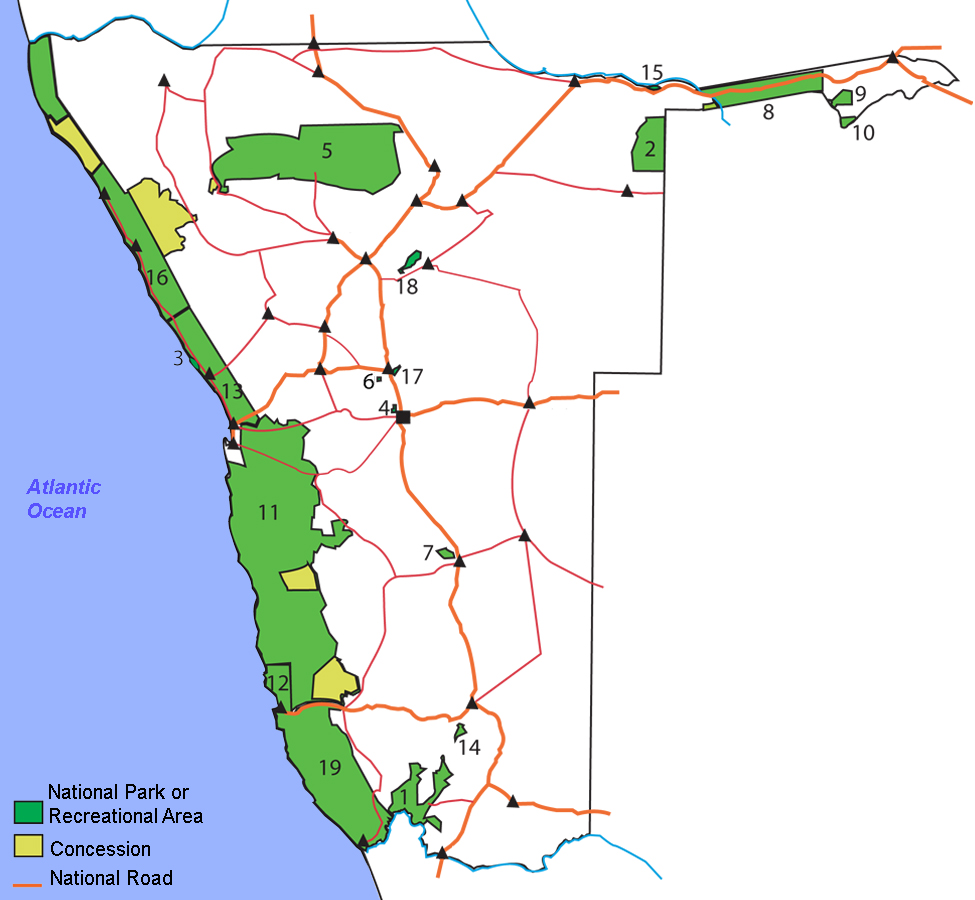
Plan des parcs de Namibie.

Les aires protégées de Namibie sont gérées par le Ministry of Environment and Tourism. À l'origine, ces parcs avaient été créés afin de mettre en valeur les terres improductives. À cette époque l'attention n'était pas prêtée aux projets de conservation du patrimoine. La législation ayant évolué, des moyens furent mis en œuvre tant et si bien que le pays est devenu un leader mondial dans la gestion de la faune.

#### Liste des parcs nationaux de Namibie
- Autorité de gestion des parcs et de la faune du Zimbabwe
- Parc national de Bwabwata
- Parc national d'Etosha
- Parc national de Khaudom
- Parc national de Nkasa Rupara
- Parc national de Mangetti
- Parc national de Mudumu
- Parc national de Namib-Naukluft
- Parc national de Skeleton Coast
- Parc national de Sperrgebiet
- Parc national de Waterberg

Autres zones protégées :
- Parc transfrontalier du ǀAi-ǀAis/Richtersveld[2] (voir Canyon de la rivière Fish)
- Cape Cross, réserve[3]
- Côte des Squelettes, réserves[3]
- Daan Viljoen Game Reserve
- Damaraland & Brandberg
- Gross Barmen Hot Springs
- National West Coast Recreation Area
- Popa Game Park
- South West Nature Park

## Impacts sur les milieux naturels

### Activités humaines

#### Agriculture, pêche et chasse
Les dégâts causés par les éléphants dans les champs ou par les lions et les léopards qui s’en prennent au bétail sont importants.

#### Activités tertiaires
L'écotourisme est développé.

## L'exposition aux risques
En raison du dérèglement climatique, la hausse des températures, l’irrégularité des précipitations, la multiplication des épisodes de sécheresse, des incendies et des inondations risquent d’entraver l’activité agricole et de réduire la productivité dans la région.

### Sécheresse
En 2019, dans l’est de la Namibie, une sécheresse historique affame hommes et bêtes. Aucune pluie n'était tombée en 2 ans. Dans certaines régions, il s'agit de la pire sécheresse depuis soixante à quatre-vingt-dix ans.

## Politique environnementale en Namibie
La Namibie est le premier pays d'Afrique à avoir intégré la protection de l’environnement dans sa constitution.
Depuis 1998, la Namibie a créé 82 organismes communaux pour la conservation, qui couvrent près de 20 % de la surface du pays.
Le travail du WWF en Namibie repose sur des programmes locaux de conservation, un modèle permettant la prise en compte des besoins de la population et ceux de la faune.